# 麥特·莫里斯
馬修·克里斯蒂安·莫里斯（英語：Matthew Christian Morris，1974年8月9日—），為前美國職棒大聯盟的投手，生涯曾效力過紅雀、巨人與海盜等隊。莫里斯是2001年的國聯勝投王，生涯共兩次入選明星賽。

## 職業生涯
1995年大聯盟選秀，莫里斯在首輪第12順位被紅雀選走。1997年，他只在3A出賽一場比賽就登上大聯盟。整季他拿下12勝，防禦率3.19。最後他在新人王票選上拿下第二名，僅次於史考特·羅倫。
1999年，莫里斯在春訓受傷，因此他進行湯米約翰手術缺席大半球季。2001年，莫里斯首度入選明星賽。該年他拿下聯盟最多的22勝，防禦率3.16。2002年，莫里斯連續兩年入選明星賽，這年他拿下17勝。
2004年，莫里斯和紅雀續約一年。這年他投出15勝10敗，防禦率4.72也是生涯最糟。2005年，莫里斯開季拿下8勝0敗，防禦率3.16。最後他在上半季拿下10勝2敗，但是卻沒有入選明星賽。之後他在下半季只拿下4勝7敗，防禦率5.55。球隊在季後賽將克里斯·卡本特、馬克·穆爾德和莫里斯排為前三號先發，而莫里斯在分區賽第3場拿下勝投。球季結束後，他成為自由球員。
2005年12月12日，莫里斯和巨人簽下3年2,700萬美元的合約。不過2006年莫里斯受到傷勢影響，整季僅拿下10勝15敗，防禦率4.98。
2007年7月31日，巨人將莫里斯交易到海盜，換來拉傑·戴維斯和Stephen MacFarland。2008年開季，莫里斯連吞4敗。最後海盜在4月27日將莫里斯釋出，他在三天後宣布退休。

## 生涯成績
| 勝投 | 敗投 | 防禦率 | 出賽場次 | 先發 | 完投 | 完封 | 投球局數 | 安打  | 失分 | 自責分 | 全壘打 | 保送 | 三振  | 暴投 | 觸身球 |
| ---- | ---- | ------ | -------- | ---- | ---- | ---- | -------- | ----- | ---- | ------ | ------ | ---- | ----- | ---- | ------ |
| 121  | 92   | 3.98   | 307      | 276  | 23   | 8    | 1,806    | 1,867 | 889  | 799    | 175    | 509  | 1,214 | 30   | 74     |

## 個人生活
莫里斯在2002年12月7日完婚，並育有4名子女。

## 參看
- 美國職棒大聯盟勝投王

## 外部連結
- 球員資訊和成績在MLB，ESPN，Baseball-Reference，Fangraphs（英文）